# Wasserkraftwerk Machupicchu
Das Wasserkraftwerk Machupicchu befindet sich in den Anden am Río Urubamba im zentralen Süden von Peru, 75 km nordwestlich von Cusco. Das Kraftwerk liegt im Distrikt Machupicchu im äußersten Westen der Provinz Urubamba (Region Cusco). Betrieben wird die Anlage von EGEMSA (Empresa de Generación Eléctrica Machupicchu S.A.).

## Wasserkraftwerk
Das Wasserkraftwerk befindet sich in unmittelbarer Nähe zur Ruinenstadt Machu Picchu. Das Kraftwerk ging 1955 mit einer 20-MW-Francis-Turbine in Betrieb. 1963 folgte eine zweite 20-MW-Francis-Turbine, 1985 drei 22,4-MW-Pelton-Turbinen. An einem oberstrom gelegenen Wehr (⊙) wird das Flusswasser in mehrere Absetzbecken geleitet. Anschließend gelangt es über einen 3,3 km langen Tunnel, der durch die linke Hangseite führt zu zwei Druckleitungen, die in einem unterirdischen Maschinenhaus enden.
Im Februar 1998 musste der Kraftwerksbetrieb aufgrund von Erdrutschen und Überschwemmungen eingestellt werden. In einer ersten Phase wurden die
alten Turbinen durch drei Pelton-Turbinen mit jeweils 30 MW Leistung ersetzt. Ein 2 km langer Ableitungstunnel mit 5 m Durchmesser wurde neu angelegt. Im Jahr 2001 wurden die Arbeiten abgeschlossen und das Kraftwerk konnte wieder in Betrieb genommen werden.
Die Netto-Fallhöhe beträgt 345 m.
In den Jahren 2009–2013 wurde das Kraftwerk im Rahmen einer zweiten Bauphase um eine Einheit (Machupicchu II) erweitert, die über einen separaten Zuleitungstunnel, einen eigenen Maschinenraum mit einer 98 MW-Francis-Turbine sowie über einen separaten Ableitungstunnel verfügt. Die Ausbauwassermenge der beiden Kraftwerkseinheiten liegt jeweils bei 30 m³/s.
Im Jahr 2015 ging knapp 6 km flussabwärts das Wasserkraftwerk Santa Teresa in Betrieb. Dieses nutzt das Turbinenwasser der Einheiten Machupicchu I und II. Für das Wasserkraftwerk Machupicchu ist noch eine dritte Bauphase (Machupicchu III) geplant.